# Кастели (дем Фестос)
Кастели (на гръцки: Καστέλλι) е село в Република Гърция, разположено на остров Крит, дем Фестос. Селото има население от 299 души.

## Личности
Родени в Кастели
- Георгиос Камилакис, деец на Гръцката въоръжена пропаганда в Македония